# Robert Stroud
Robert Franklin Stroud (Seattle, 28 gennaio 1890 – Springfield, 21 novembre 1963) è stato un criminale e ornitologo statunitense.
Noto come The Birdman of Alcatraz (ossia L'ornitologo di Alcatraz), Stroud ebbe questo soprannome perché si dedicò allo studio dei canarini, individuandone malattie allora incurabili e le terapie per guarirli, creandosi fama di grande ornitologo.

## Biografia

### Primi anni
Robert Stroud nacque a Seattle, Washington, da Elizabeth e Ben Stroud, immigrati di nazionalità tedesca (la madre) e austro-ungarica (il padre). Robert fu il primogenito della coppia, anche se la madre aveva già due figlie da una precedente unione. Nel 1903, all'età di 13 anni, fuggì da casa. Nel 1908 si stabilì nella città di Cordova, in Alaska, dove incontrò e iniziò una relazione con la trentaseienne Kitty O'Brien, una ballerina e prostituta. A novembre i due si trasferirono assieme a Juneau.

### Arresto, processo e imprigionamento
Secondo la versione di Stroud, il 18 gennaio 1909, mentre era al lavoro, un loro conoscente, tale F. K. "Charlie" Von Dahmer, picchiò la sua compagna Kitty, che, secondo la polizia, dopo essere arrivata a Juneau, aveva continuato a prostituirsi. La stessa notte il giovane affrontò Von Dahmer, che Stroud uccise con un colpo d'arma da fuoco al termine di una colluttazione. Stroud fu arrestato più tardi e gli fu trovato il portafoglio di Von Dahmer in tasca. Benché la madre Elisabeth fosse ricorsa ai servizi di un avvocato, il 23 agosto 1909 Stroud fu condannato per omicidio colposo alla pena di 12 anni da scontarsi nel penitenziario federale sull'Isola di McNeil.

### La vita di prigione

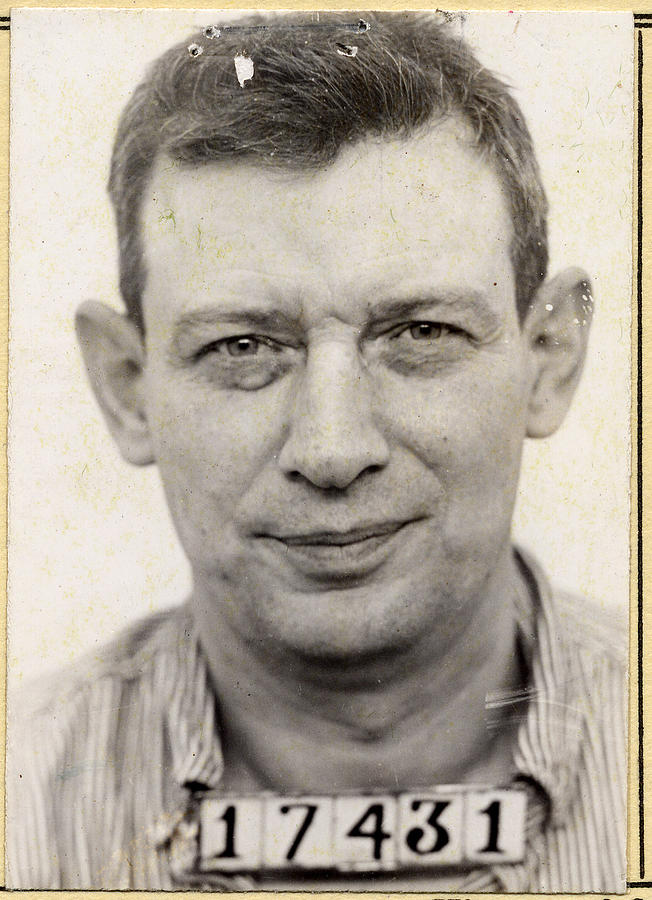
Stroud negli anni trenta

Mentre era in prigione, Stroud aggredì un inserviente dell'infermeria, che lo aveva denunciato alla direzione perché gli aveva chiesto di ottenere della morfina tramite minacce, e in seguito pugnalò un detenuto, che era coinvolto nel contrabbando di narcotici. Il 5 settembre 1912 Stroud fu condannato a sei mesi supplementari per l'assalto e fu trasferito dall'Isola di McNeil al penitenziario federale di Leavenworth, in Kansas.
Quando gli fu vietato di ricevere la visita della madre, Stroud pugnalò e uccise una guardia carceraria, Andrew Turner, il 26 marzo 1916. Fu condannato a morte per impiccagione, con ordine di attendere l'esecuzione in isolamento, ma il processo fu invalidato. In un secondo processo fu condannato all'ergastolo, ma anche quel giudizio fu annullato dalla Corte suprema. Il 28 giugno 1918, con un terzo processo, Stroud fu nuovamente condannato a morte. La Corte suprema intervenne e il 23 aprile 1920 sospese l'esecuzione.
A questo punto la madre di Stroud si appellò al presidente Wilson e a sua moglie, e la condanna a morte fu commutata in ergastolo. Il direttore di Leavenworth, T.W. Morgan, che non approvava tale decisione, ordinò che Stroud venisse tenuto in isolamento per tutta la durata della pena. Fu durante questo periodo di detenzione, e non ad Alcatraz, che Stroud raccolse più di 300 canarini, studiandoli accuratamente soprattutto sotto il profilo medico. Da qui la stesura e la pubblicazione dei suoi due primi libri, Diseases of Canaries e Stroud's Digest on the Diseases of Birds, che riscossero grande successo scientifico e gli valsero inoltre la simpatia e la stima degli amanti degli uccelli.

### Alcatraz
Stroud fu trasferito al famigerato penitenziario di Alcatraz il 19 dicembre 1942. Il 2 maggio 1946 ci fu una rivolta terminata due giorni dopo quando i Marines intervenuti in aiuto delle guardie, con l'aiuto di Stroud, riuscirono a sedarla, ma morirono tre prigionieri (tre dei sei autori della rivolta) e due guardie. Ad Alcatraz Stroud trascorse sei anni in segregazione, gli fu negata la cura di canarini ma non l'accesso alla biblioteca della prigione, dove cominciò a studiare giurisprudenza. In questo periodo Stroud scrisse e pubblicò altri due libri: un'autobiografia e un trattato sulla vita in prigione.
Nel 1959, gravemente ammalato, fu trasferito al centro medico per prigionieri federali di Springfield nel Missouri. Tutti i suoi tentativi di essere liberato, basati sulle sue condizioni di salute e sulla estrema crudeltà di una detenzione così lunga, non ebbero successo. Nell'ultimo periodo della sua vita, Stroud si dedicò allo studio del francese. Il 21 novembre 1963 Robert Franklin Stroud morì al centro medico, all'età di 73 anni, dopo 54 anni di reclusione dei quali ben 42 in segregazione. Robert Stroud è seppellito nel cimitero Masonic a Metropolis, nell'Illinois.

## Il libro e il film

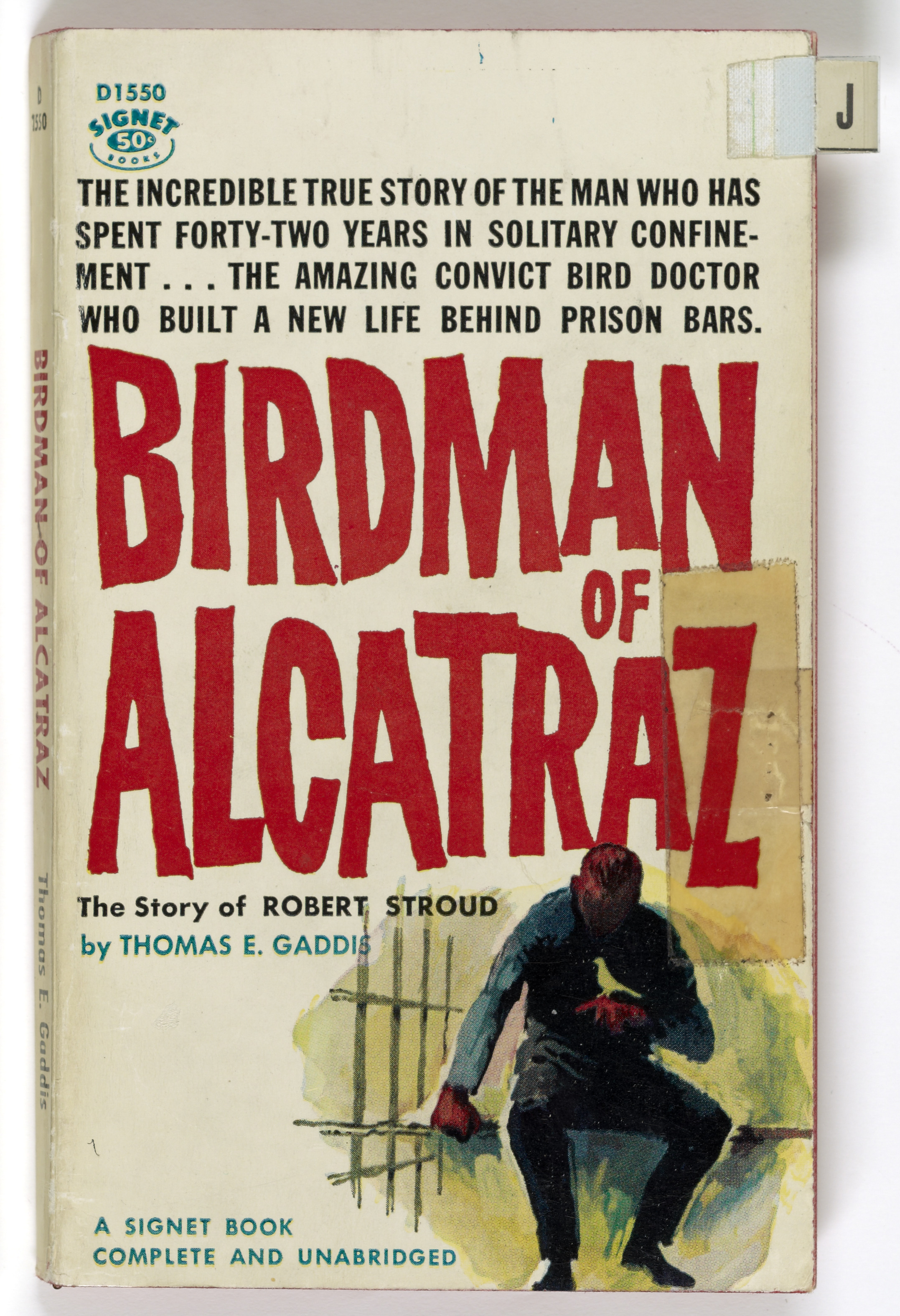

Stroud divenne protagonista di un libro del 1955, di Thomas E. Gaddis, Il morto vivente di Alcatraz, il quale ispirò il film del 1962 di John Frankenheimer, intitolato L'uomo di Alcatraz.